# Balloon Kid
Balloon Kid este un joc video dezvoltat de Pax Softnica pentru Game Boy. A fost publicat de Nintendo și lansat pe 5 octombrie 1990 în America de Nord. Nu a fost lansat niciodată în Japonia.
1. ↑  Nintendo eShop